# Canta si puedes (programa de televisión argentino)
Canta si puedes es un programa de televisión musical y de humor argentino basado en la franquicia internacional, que comenzó como un concurso británico denominado Sing If I You Can. Es emitido por la pantalla de El Trece y con la producción de Ideas del Sur, los participantes deben cantar durante 90 segundos una canción mientras son sometidos a pruebas extremas. Cuenta también con dos famosos por programa que también tendrán que cantar. El programa, se estrenó el 18 de enero de 2016, bajo la conducción de José María Listorti y finalizó el 9 de mayo del mismo año.

## Presentador
El programa de televisión es presentado por el humorista, José María Listorti. Esta es la segunda vez que José María Listorti es el anfitrión de un concurso de canto, después de conducir durante dos temporadas el reality show Cantando por un sueño.
| Nacionalidad         | Presentador         | Edad    | Profesión                                                  |
| -------------------- | ------------------- | ------- | ---------------------------------------------------------- |
| Bandera de Argentina | José María Listorti | 43 años | Comediante / Conductor de TV / Actor / Locutor / Humorista |

## Jurado

### Titular
El equipo de jueces expertos está compuesto por el productor discográfico Oscar Mediavilla, la actriz Gimena Accardi y la modelo, vedette y cantante Luciana Salazar. Antes de confirmar el jurado oficial, otros famosos que tuvieron la oportunidad de firmar contrato pero por problemas laborales no pudieron fueron la cantautora y actriz Jimena Barón, el periodista Marcelo Polino y la emblemática cantante de balada Valeria Lynch.
| Nacionalidad         | Jurado           | Edad    | Profesión                                                                  |
| -------------------- | ---------------- | ------- | -------------------------------------------------------------------------- |
| Bandera de Argentina | Oscar Mediavilla | 61 años | Productor musical                                                          |
| Bandera de Argentina | Gimena Accardi   | 30 años | Actriz / Cantante / Modelo                                                 |
| Bandera de Argentina | Luciana Salazar  | 35 años | Actriz / Bailarina / Cantante / Modelo / Conductora / Vedette / Empresaria |

### Reemplazos
Otra juez invitada, a causa de la ausencia por compromisos laborales de Gimena Accardi, fue Jimena Barón.
| Nacionalidad         | Jurado       | Edad    | Profesión                     | Reemplazado(a) | Programa |
| -------------------- | ------------ | ------- | ----------------------------- | -------------- | -------- |
| Bandera de Argentina | Jimena Barón | 28 años | Actriz / Bailarina / Cantante | Gimena Accardi | 6        |

## Formato
En la competencia de campo se enfrentan dos equipos. Cada uno de ellos está compuesto por un capitán famoso y dos concursantes con talento para el canto. Tras cada interpretación, el jurado elegirá a su equipo favorito. Luego, el público presente en el estudio, mediante una aplicación que descargará en sus celulares determinará el equipo ganador, que deberá someterse a una última prueba, el "Disco de dinero", donde se definirá el dinero acumulado.

### Desafíos
- El sarcófago/Cripta gótica: deberán acostarse boca arriba en un sarcófago, donde se les tirará distintas clases de serpientes, cucarachas, grillos, arañas y gusanos.
- Electro food/soho: tendrán puesto un electrodo en cada brazo que se activara mediante un control que posee el conductor y deberán preparar una ensalada o servir.
- Extremo: los participantes deberán cantar mientras un grupo de skaters, bikers y rolleros saltan y hacen acrobacias muy cerca de ellos.
- Té helado: los participantes serán colgados con un arnés y se les ira bajando hasta llegar a una pileta con agua congelada y hielo.
- Ping pong: los participantes deberán meter su cabeza en el centro de una mesa de ping pong y cantar mientras un grupo de profesionales juegan.
- La pasarela: deberán caminar por una pasarela donde deberán meter sus pies en estiércol, agua congelada, cucarachas, anguilas, tentáculos, tendón de vaca y gusanos.
- La patinada: los participantes serán mareados en una silla varias veces y deberán patinar en una pista de hielo.
- La cabina maldita: los participantes deberán cantar mientras se le tiran distintas sustancias dentro de la cabina como agua, humo artificial, talco mentolado y confeti.
- La pecera giratoria: los participantes deberán sentarse en una silla giratoria y meter su cabeza en un cubo en donde se les llenarán de cucarachas, grillos y gusanos.
- Rebelión femenina: los participantes serán depilados con cera por diferentes partes del cuerpo.
- Pogo infinito: los participantes deberán cantar en un inflable mientras distintos grupos de personas saltan alrededor de ellos.
- Devil hockey 666: los participantes deberán cantar mientras una jugadora de hockey profesional le lanzara pelotas.
- Crazy cocktail: los participantes deberán cantar mientras deben tomar tragos mezclados con sustancias que nunca irían juntas.
- El adiestrador: los participantes deberán cantar mientras usa un traje especial para que puedan ser atacados por un grupo de perros.
- Los mareados: los participantes serán mareados en una silla varias veces y deberán caminar hacia el micrófono que estera en el medio del estudio.
- El safari: los participantes deberán cantar mientras estarán rodeados por distintas clases de serpientes.
- La cajita infeliz: los participantes deberán meter su mano y cabeza en cajas que contendrán animales, insectos, objetos o alguna acción del conductor.
- El pajarón: los participantes serán vestidos como un pájaro y serán colgados con un arnés mientras les tiran humo, confeti, espuma y les darán vueltas.
- El antártico: el participante deberá caminar por una pasarela de hielo que lo llevará hasta un jacuzzi lleno de agua y hielo; y donde deberá sumergirse.
- Disco de dinero: el equipo ganador deberá someterse a una última prueba que consiste en cantar en una plataforma circular que girará más rápido al correr de la canción.

## Episodios y audiencia
– Índice de audiencia más alto del ciclo
     – Índice de audiencia más bajo del ciclo
- Nombre resaltado: Famoso que ganó el programa.

| Programa | Invitados                                                      | Día de emisión        | Audiencia |
| -------- | -------------------------------------------------------------- | --------------------- | --------- |
| 1        | Federico Bal & Bárbara Vélez                                   | 18 de enero de 2016   | 12.0      |
| 2        | Benjamín Rojas & Nicolás Vázquez                               | 25 de enero de 2016   | 9.8       |
| 3        | Iliana Calabró & Sebastián Almada                              | 1 de febrero de 2016  | 8.6       |
| 4        | Cristian U. & Florencia Vigna y Tito Speranza & Mica Viciconte | 8 de febrero de 2016  | 9.4       |
| 5        | Pachu Peña & Álvaro Navia                                      | 15 de febrero de 2016 | 7.8       |
| 6        | Lourdes Sánchez & Candela Ruggeri                              | 22 de febrero de 2016 | 8.0       |
| 7        | Fernando Burlando & Bárbara Franco                             | 7 de marzo de 2016    | 9.5       |
| 8        | Laurita Fernández & Ailén Bechara                              | 14 de marzo de 2016   | 8.6       |
| 9        | Mariana Brey & Luis Piñeyro                                    | 21 de marzo de 2016   | 11.4      |
| 10       | Celeste Muriega & Lizy Tagliani                                | 28 de marzo de 2016   | 10.4      |
| 11       | Belén Francese & Sofía Pachano                                 | 4 de abril de 2016    | 9.4       |
| 12       | Noelia Marzol & José María Muscari                             | 11 de abril de 2016   | 7.5       |
| 13       | Bárbara Reali & Nicolás Scarpino                               | 18 de abril de 2016   | 8.2       |
| 14       | Marcela "Enana" Feudale & Silvina Escudero                     | 25 de abril de 2016   | 6.6       |
| 15       | Connie Ansaldi & Benito Fernández                              | 2 de mayo de 2016     | 6.5       |
| 16       | Gabriel Usandivaras & Franco Torchia                           | 9 de mayo de 2016     | 6.6       |

## Premios y nominaciones
| Año  | Premiación                    | Categoría                   | Trabajo         | Resultado |
| ---- | ----------------------------- | --------------------------- | --------------- | --------- |
| 2016 | Kids' Choice Awards Argentina | Reality o Concurso Favorito | Canta si puedes | Nominado  |
| 2016 | Premios Tato                  | Mejor Talent Show           | Canta si puedes | Nominado  |